# Makalata didelphoides
Makalata didelphoides é uma espécie de roedor da família Echimyidae.
Pode ser encontrada na Bolívia, Brasil, Venezuela, Guiana, Suriname e Guiana Francesa.